# S&P/TOPIX150シャリア指数
S&P/TOPIX150シャリア指数（The S&P/TOPIX150 Sharia Index）は、2007年12月3日より算出・配信開始された株価指数。東京証券取引所とスタンダード&プアーズが2000年に共同で開発した指数「S&P/TOPIX150」で採用されている150銘柄のうち、イスラム教における宗教に基づく法体系（シャリア）を遵守する日本の銘柄で構成されている。これらは2008年現在で79銘柄あり、イスラムの法で不適合とされる酒類、利子の発生する証券・銀行など金融業、ホテル、ギャンブル、豚肉を扱う食品関連、女性の水着姿等を放映するメディアやポルノ、たばこ等を扱った企業銘柄は除かれている。

## 概要
2000年に東京証券取引所とスタンダード&プアーズは、日本経済・産業における主要銘柄への新たな投資確保を可能にする「S&P/TOPIX150」を開発。2004年頃から商品市場の価格高騰から、中東における石油産出国が石油輸出によって得た「オイルマネー」の拡大やイスラム投資家を考慮し、2007年11月21日にスタンダード&プアーズがS&P/TOPIX150シャリア指数の開発発表、同年12月3日より算出・配信が開始された。
S&P/TOPIX150シャリア指数を構成する79銘柄は、イスラム教の法体系に適しているかが考慮され、選定されている。スタンダード&プアーズの銘柄選定は、イスラム投資専門コンサルティング会社、レーティング・インテリジェンス・パートナーズ社（本部クウェート）のシャリア監督委員会によるもの。企業銘柄の財政状況や競争力の有無をはじめ、イスラム法で禁じられている豚肉、利子が発生するビジネス、ポルノやカジノといった風俗関連等を扱っていないかどうかが選定のポイントとなっている。
S&P/TOPIX150シャリア指数はS&P/TOPIX150で既に選定されている150銘柄からさらに絞り込まれた79銘柄で構成されているため、S&P/TOPIX150に採用されていない企業は対象外。また、今後も銘柄は見直され変更される可能性がある。今後は同シャリア指数の株価指数連動型上場投資信託（ETF）が増加するとする見方もある。代表的なシャリア指数は他にEurope350シャリア指数、S&P500シャリア指数、S&P Pan Asiaシャリア指数などがある。

## 銘柄閲覧
S&P/TOPIX150シャリア指数は以下の機関で閲覧可能。
- QUICK
- ロイター
- ブルームバーグ